# Combats de Bordj Badji Mokhtar et d'In Farah
Guerre du Mali
Le combat de Bordj Badji Mokhtar et le combat d'In Farah sont un conflit commercial qui fait suite à la guerre du Mali. Les affrontements opposent des Touaregs de la tribu des Idnanes à des Arabes de la tribu des Barabiches en lien respectivement avec le MNLA et le MAA, bien que le commandement des deux mouvements rebelles aient officiellement condamné les violences. Le combat éclate le 14 août à Bordj Badji Mokhtar, en Algérie, puis il se poursuit le lendemain à In Farah, de l'autre côté de la frontière, au Mali.

## Déroulement
En conflit depuis le mois de février 2013, les différents mouvements autonomistes rebelles du Mali tentent de se réconcilier en juin 2013 lors des négociations de Ouagadougou. Ces affrontements avaient opposé d'un côté le MNLA, majoritairement touareg (et allié au HCUA, créé en mai 2013) et de l'autre le MAA. Le 8 août, le MNLA, le HCUA et le MAA publient une déclaration commune dans laquelle ils réclament l'autonomie des peuples de l'Azawad. 
Mais un affrontement éclate le 14 août à Bordj Badji Mokhtar, en Algérie, lorsque des Touaregs armés des sabres, de fusils ou de pierres s'en prennent à des commerçants arabes. Des magasins et des habitations sont pillées ou incendiées. Le préfet de ville demande l'intervention des forces spéciales, néanmoins des combats se poursuivent dans la journée, sur une large zone.
Selon le MNLA, par ces violences, des Touaregs auraient voulu se venger de la mort de deux des leurs, ils accusent également la gendarmerie algérienne d'avoir pris fait et cause pour les Arabes dans cette affaire. 
Le lendemain, de l'autre côté de la frontière, In Farah, base du MAA, est attaquée par des Touaregs armés qui déclarent être une frange du MNLA. Ces derniers sont repoussés et quatre de leurs hommes sont tués.
Selon le témoignage d'un habitant d'Ansongo, contacté par l'agence de presse chinoise Xinhua : 

« Selon mon ami, un habitant de Borj, des touaregs ont attaqué vendredi des boutiques des commerçants arabes, en cassant tout. Après les attaques des boutiques subies par les Arabes, ceux-ci sont allés chercher des renforts pour contre attaquer samedi leurs agresseurs Touaregs. Les affrontements ont eu lieu sur un vaste espace à Borj. (...) Selon un agent d' une ONG américaine évoluant dans la zone, il y a eu 40 morts des deux côtés, arabe et touareg. »

Selon le MNLA, les combats font une dizaine de tués à Bordj Badji Mokhtar et 6 mort à In Farah.
Le 17, un accord entre les représentants des Touaregs Idnanes et des Arabes Barabiches est signé afin de mettre un terme aux tueries,. Pourtant, le même jour les violences font encore trois morts, selon des témoins des combattants du MNLA et du MAA prennent part aux affrontements.
Le 18 août, le MNLA, le MNLA et le MAA condamnent officiellement les violences à Bordj Badji Mokhtar et demandent aux autorités algériennes d'ouvrir une enquête.
Les violences font encore 6 morts le 18 août, puis deux autres le lendemain.
Selon les autorités algériennes, le bilan des affrontements est de 9 morts, cependant ce chiffre est contesté par les habitants, ces derniers affirment que les violences ont fait plus de 30 morts